# Уральское отделение Российской академии наук
Ура́льское отделе́ние Росси́йской акаде́мии нау́к (УрО РАН) — региональное отделение Российской академии наук с центром в Екатеринбурге. 
Основные направления исследований связаны с теоретической и прикладной математикой и механикой, процессами управления, физикой и химией твердого тела, электро- и теплофизикой, теплоэнергетикой, комплексными проблемами машиностроения, теорией металлургических процессов, высокотемпературной электрохимией, синтетической органической химией, популяционной экологией, иммунологией, комплексным изучением растительных, животных, водных и почвенных ресурсов, созданием основ рационального природопользования, геологическими геофизическим изучением геологической провинции и прилегающих к ней регионов, комплексом наук о человеке и обществе. Формирование этих направлений обусловлено особенностями исторического развития академической науки на Урале и потребностями одного из крупнейших промышленных регионов.

## История
В 1930-х годах государство активно проводило политику индустриализации, в том числе на Урале. Наиболее активно развивались металлургия и машиностроение. Рост промышленности, увеличение числа образовательных учреждений (в первую очередь, вузов) требовал фундаментального научного обеспечения. 13 января 1932 года секретариатом ВЦИК СССР по ходатайству Президиума АН СССР и Уралобкома ВКП(б) принято решение об организации комплекса научно-исследовательской базы Академии наук на Урале. Вскоре в Свердловске под руководством академика А. П. Карпинского состоялась выездная сессия АН СССР, которая наметила главные направления работы центра: химическое, геологическое и геохимическое.
27 июня 1932 года — постановление Уральского облисполкома об организации Уральского филиала АН СССР в составе трех институтов:
- химического (директор Звягинцев О. Е.)
- геофизического (директор Горшков П. М.)
- геохимического (директор Ферсман А. Е.).

16 июля 1932 года — окончательное решение Президиума АН СССР о наименовании регионального отделения АН СССР в Свердловске «Уральским филиалом». Первым председателем УФАН был назначен академик А. Е. Ферсман.
И руководитель филиала, и директора институтов в Свердловске не жили, лишь изредка посещая город. Создание УФАН было сопряжено с большими сложностями как материального плана, так и кадрового. К 1934 году запланированные институты так и не удалось создать. Президиумом АН СССР принято решение приостановить создание Геофизического и Геохимического институтов и реорганизовать Уральский филиал путём объединения небольших лабораторий Химического института.
В 1936 году Президиум АН СССР принял решение о ликвидации УФАН. Однако вскоре оно было пересмотрено.
В 1937 академика Ферсмана на посту председателя Уральского филиала сменил металлург, академик Иван Павлович Бардин.
В 1939 году был утвержден новый состав УФАН:
- Институт металлофизики, металловедения и металлургии (директор Деменев Н. В.)
- Химический институт (директор Чуфаров Г. И.)
- Горно-геологический институт (директор Шевяков Л. Д.)

В годы войны с 1942 по 1944 в Свердловске находился Президиум АН СССР во главе с академиком В. Л. Комаровым.
С 1942 года начал работу сектор технико-экономических исследований под руководством профессора Н. Н. Колосовского, в 1944 году создан Институт биологии во главе с профессором В. И. Патрушевым.
В марте 1971 года на базе Уральского филиала АН СССР был создан Уральский научный центр АН СССР. Уже в июле того года силами студенческих строительных отрядов Свердловского медицинского института и Пермского механического техникума началось возведение самых первых зданий Академгородка УНЦ АН СССР. Это строительство ЦК ВЛКСМ объявил Всесоюзной ударной стройкой. 
В 1982 году за успехи в проведении научных исследований и подготовке научных кадров, большой вклад в освоение природных ресурсов и развитие производительных сил Урала Уральский научный центр Академии наук СССР награждён орденом Октябрьской Революции.
В 1987 году на базе Уральского научного центра АН СССР образовано Уральское отделение Академии наук СССР. 
В 1991 году Уральское отделение АН СССР преобразовано в Уральское отделение Российской академии наук (УрО РАН).  

## Руководители
- 16.07.1932 — ??.09.1937 — А. Е. Ферсман[3]
- 25.09.1937—1953 — И. П. Бардин
- 1957—1961 — Н. В. Деменев
- 1961—1971 — С. С. Спасский
- 01.03.1971 — 1986 — С. В. Вонсовский
- 1986—1998 — Г. А. Месяц
- 1998—1999 — В. Н. Большаков (и. о.)
- 1999—2007 — В. А. Черешнев
- 2008—2022 — В. Н. Чарушин[4]
- 2022—н.в. — В. Н. Руденко

## Структура Уральского отделения Российской академии наук
Информация приведена по состоянию на 2023 год
- Председатель отделения академик РАН Виктор Николаевич Руденко;
- Главный учёный секретарь отделения член-корреспондент РАН Макаров Алексей Викторович;
- Заместители председателя: академик РАН Лукоянов Николай Юрьевич, академик РАН Барях Александр Абрамович, член-корреспондент РАН Чайковский Станислав Анатольевич
- Президиум УрО РАН;
- Аппарат Президиума УрО РАН.

### Президиум УрО РАН
В соответствии с п. 30 Устава УрО РАН и по результатам голосования Президиум УрО РАН выбран в составе (кроме председателя и заместителей):
- Анфилогов, Всеволод Николаевич
- Асхабов, Асхаб Магомедович
- Бердышев, Виталий Иванович
- Большаков, Владимир Николаевич
- Бухарин, Олег Валерьевич
- Володин, Владимир Витальевич
- Вотяков, Андрей Владимирович
- Дегтярь, Владимир Григорьевич
- Загребин, Алексей Егорович
- Зайков, Юрий Павлович
- Корнилков, Сергей Викторович
- Липанов, Алексей Матвеевич
- Масленников, Валерий Владимирович
- Месяц, Геннадий Андреевич
- Павленко, Владимир Ильич
- Попов, Евгений Васильевич
- Руденко, Виктор Николаевич
- Садовский, Михаил Виссарионович
- Стрельников, Владимир Николаевич
- Устинов Владимир Васильевич
- Черешнев, Валерий Александрович
- Чупахин, Олег Николаевич
- Шестаков, Александр Леонидович
- Шпак, Валерий Григорьевич

### Учреждения и организации при Президиуме УрО РАН
- Объединённый учёный совет по математике, механике и информатике. Председатель — Бердышев, Виталий Иванович.
- Объединённый учёный совет по физико-техническим наукам. Председатель — Шпак, Валерий Григорьевич.
- Объединённый учёный совет по химическим наукам. Председатель — Чупахин, Олег Николаевич.
- Объединённый учёный совет по биологическим наукам. Председатель — Большаков, Владимир Николаевич.
- Объединённый учёный совет по наукам о Земле. Председатель — Анфилогов, Всеволод Николаевич.
- Объединённый учёный совет по гуманитарным наукам. Председатель — Руденко, Виктор Николаевич.
- Объединённый учёный совет по экономическим наукам.
- Совет по комплексной программе «Недра Урала».
- Совет по научному оборудованию.
- Информационно-библиотечный совет.
- Научно-издательский совет.
- Научно-информационный центр.
- Совет молодых ученых.
- Издательство Уральского отделения РАН.
- Редакция газеты «Наука Урала».
- Центр сертификации и метрологии «Сертимет».
- Лаборатория технической защиты информации.
- Отдел разработки и поддержки информационных систем.
- Отдел научно-технических выставок.
- Отдел организации закупок товаров, работ и услуг.
- НВУ «Административно-хозяйственное управление УрО РАН».
- Организации социальной сферы УрО РАН.

Научные советы, секции научных советов
- Секция «Неразрушающие физические методы контроля» Научного совета РАН по физике конденсированных сред.
- Научный совет РАН по радиационной физике твердого тела.
- Научный совет по физико-химическим основам металлургических процессов.
- Секция высокотемпературной электрохимии Научного совета РАН по электрохимии.
- Региональное отделение «Экологические проблемы Уральского региона России» Научного совета РАН по проблемам экологии и чрезвычайным ситуациям.

## Научные учреждения и организации в Екатеринбурге
Научные учреждения
- Институт математики и механики УрО РАН[6].

- Институт физики металлов УрО РАН.
- Институт электрофизики УрО РАН.
- Институт теплофизики УрО РАН.
- Институт машиноведения УрО РАН.
- Институт промышленной экологии УрО РАН.
- Институт металлургии УрО РАН.
- Институт органического синтеза УрО РАН.
- Институт химии твердого тела УрО РАН.
- Институт высокотемпературной электрохимии УрО РАН.
- Институт экологии растений и животных УрО РАН.
- Ботанический сад УрО РАН.
- Институт иммунологии и физиологии УрО РАН.
- Институт геологии и геохимии им. академика А. Н. Заварицкого УрО РАН.
- Институт геофизики УрО РАН.
- Институт горного дела УрО РАН.
- Институт истории и археологии УрО РАН.
- Институт философии и права УрО РАН.
- Институт экономики УрО РАН.
- Центральная научная библиотека УрО РАН.
- Институт минералогии УрО РАН.

Предприятия и организации
- Федеральное государственное унитарное предприятие Специальное конструкторское бюро научного приборостроения (ФГУП СКБ НП УрО РАН).
- Научно-инженерный центр «Надежность и ресурс больших систем машин».
- Инновационно-технологический центр «Академический».

## Архангельский научный центр УрО РАН
- Президиум Архангельского научного центра[7][8].
- Аппарат Президиума.
- Институт физиологии природных адаптаций.
- Институт экологических проблем Севера.
- Отдел экономических исследований АНЦ УрО РАН.
- Отдел комплексных исследований Арктики.
- Отдел геофизических и медико-биологических исследований.
- Отдел управления биологическими ресурсами.

## Коми научный центр УрО РАН
- Президиум Коми научного центра[9].
- Аппарат Президиума.
- Институт биологии Уральского отделения РАН[10].
- Институт геологии.
- Институт физиологии.
- Институт химии.
- Институт социально-экономических и энергетических проблем Севера.
- Институт языка, литературы и истории.
- Лаборатория сравнительной кардиологии[11].
- Отдел математики.
- Отдел «Научный архив и энциклопедия».

## Оренбургский научный центр УрО РАН
- Президиум Оренбургского научного центра.
- Институт клеточного и внутриклеточного симбиоза (офиц. портал).
- Институт степи.
- Отдел геоэкологии ОНЦ УрО РАН.
- Отдел биотехнических систем УрО РАН.
- Лаборатория Института экономики УрО РАН.

## Пермский научный центр УрО РАН
- Президиум Пермского научного центра[12][13].
- Аппарат Президиума.
- Институт механики сплошных сред УрО РАН[14].
- Институт технической химии УрО РАН[15].
- Институт экологии и генетики микроорганизмов УрО РАН[16].
- Горный институт[17].
- Кафедра иностранных языков и философии[18].
- Лаборатория фотоники ПНЦ УрО РАН.
- Отдел по исследованию политических институтов и процессов ПНЦ УрО РАН.
- Отдел истории, археологии и этнографии ПНЦ УрО РАН.
- Пермский филиал Института экономики УрО РАН.
- Пермский филиал по исследованию политических институтов и процессов Института философии и права УрО РАН[19].
- Пермский филиал Института истории и археологии.
- Научный центр порошкового материаловедения[20].
- Сектор истории и культуры коми-пермяцкого народа ПНЦ УрО РАН[21].

## Удмуртский научный центр УрО РАН
- Президиум Удмуртского научного центра[22].
- Аппарат Президиума.
- Физико-технический институт[23].
- Институт механики.
- Удмуртский институт истории, языка и литературы.
- Удмуртский филиал Института экономики УрО РАН.
- Удмуртский филиал Института философии и права УрО РАН.
- Научно-образовательный центр химической физики и мезоскопии
- Отдел интродукции и акклиматизации растений
- Лаборатория морфологии, иммунологии и генетики института иммунологии и физиологии УрО РАН

## Челябинский научный центр УрО РАН
- Президиум Челябинского научного центра[24].
- Аппарат Президиума.

Подразделения при Президиуме
- Информационно-вычислительный отдел.
- Челябинский дом учёных.

Научные учреждения
- Институт минералогии УрО РАН[24][25]
- Ильменский государственный геолого-минералогический заповедник
- Южно-Уральский федеральный научный центр минералогии и геоэкологии УрО РАН
- Челябинский филиал Института металлургии УрО РАН
- Челябинский филиал Института экономики УрО РАН
- Южно-Уральский отдел археологии Института истории и археологии УрО РАН
- Отдел алгоритмической топологии Института математики и механики УрО РАН
- Вузовско-академический отдел нелинейной оптики Института электрофизики УрО РАН
- Вузовско-академический отдел проблем материаловедения
- Вузовско-академический отдел проблем качества в машиностроении
- Научно-технический центр угольной промышленности по открытым горным работам — Научно-исследовательский и проектно-конструкторский институт по добыче полезных ископаемых открытым способом

## Тобольская комплексная научная станция
- Лаборатория экологии растений и животных в зоне рискованного земледелия[26].
- Лаборатория радиоэкологии им. И. Н. Рябова.
- Лаборатория экотоксикологии.
- Лаборатория водных экосистем.
- Лаборатория истории освоения Сибири.
- Музей им. А. А. Дунина-Горкавича.
- Научно-исследовательский стационар «Миссия».

## Научные журналы
- Физика металлов и металловедение (журнал)
- Экология (журнал)
- Расплавы (журнал)
- Дефектоскопия (журнал)
- Литосфера (журнал)